# Manastirisjte
Manastirisjte (Bulgaars: Манастирище) is een dorp in het noordwesten van Bulgarije. Het dorp is gelegen in de gemeente Chaïredin in de oblast Vratsa. Het dorp ligt ongeveer 41 km ten noorden van Vratsa en 100 km ten noorden van de hoofdstad Sofia. 

## Bevolking
Op 31 december 2020 telde het dorp 822 inwoners, een daling ten opzichte van het maximum van 2.572 inwoners in 1956.
|  |

In het dorp wonen hoofdzakelijk etnische Bulgaren (91,5%) en Roma (8,4%).
| Etnische samenstelling van de respondenten (2011) | Etnische samenstelling van de respondenten (2011) | Etnische samenstelling van de respondenten (2011) | Etnische samenstelling van de respondenten (2011) | Etnische samenstelling van de respondenten (2011) |
| ------------------------------------------------- | ------------------------------------------------- | ------------------------------------------------- | ------------------------------------------------- | ------------------------------------------------- |
|                                                   |                                                   |                                                   |                                                   |                                                   |
| Bulgaren                                          | Bulgaren                                          |                                                   | 91,5%                                             | 91,5%                                             |
| Turken                                            | Turken                                            |                                                   | 0,0%                                              | 0,0%                                              |
| Roma                                              | Roma                                              |                                                   | 8,4%                                              | 8,4%                                              |
| Anders/Onbekend                                   | Anders/Onbekend                                   |                                                   | 0,1%                                              | 0,1%                                              |